# Burgstall bei Weingarten
Der Burgstall bei Weingarten ist eine abgegangene hochmittelalterliche Höhenburg auf 460 m ü. NHN etwa 375 Meter östlich von Weingarten, einem Ortsteil der Gemeinde Perach im Landkreis Altötting in Bayern. Die Anlage wird als Bodendenkmal unter der Aktennummer  	D-1-7742-0038 im Bayernatlas als „Burgstall des hohen Mittelalters“ geführt. 
Von der ehemaligen Burganlage ist nichts erhalten. 250 m südwestlich liegt die abgegangene Burg Tachenberg.